# Thomas Schönlebe
Thomas Schönlebe (* 6. August 1965 in Frauenstein) ist ein ehemaliger deutscher Leichtathlet. Er wurde 1987 für die DDR Weltmeister über 400 Meter.

## Werdegang
Thomas Schönlebe startete für den SC Karl-Marx-Stadt (1990 in SC Chemnitz umbenannt), ab 1994 bis zum Ende seiner aktiven Laufbahn 1997 für den aus einer Fusion der Leichtathletiksektionen des SC Chemnitz und VfL Chemnitz hervorgegangenen LAC Erdgas Chemnitz. Als 18-Jähriger wurde er 1983 Junioreneuropameister; bei den Weltmeisterschaften 1983 wurde er Sechster im 400-Meter-Lauf. Sein größter Erfolg war der Weltmeistertitel 1987. Damit ist er der einzige Europäer, dem auf der 400-Meter-Strecke ein Weltmeisterschaftssieg gelang. Seine Zeit von damals, 44,33 s, war Europarekord und wurde erst am 22. August 2023 gebrochen (von Matthew Hudson-Smith). Am 5. Februar 1988 stellte er in Sindelfingen mit 45,05 s einen Hallenweltrekord auf. Diese Zeit ist noch immer der gültige Halleneuroparekord (Stand: 4. Mai 2019). Schönlebe nahm an den Olympischen Spielen 1988, 1992 und 1996 teil, jedoch ohne Medaillenerfolg. In seiner aktiven Zeit war er 1,85 m groß und wog 71 kg. Nach seiner Sportlerlaufbahn arbeitete er in Chemnitz als Bankkaufmann; er ist Geschäftsführer des Sportklubs LAC Erdgas Chemnitz.

## Weitere Erfolge
- Europameisterschaften
  - 1986: Platz 2 im 400-Meter-Lauf (45,50 s); Platz 6 mit der 4-mal-400-Meter-Staffel (3:04,87 min)
  - 1990: Platz 2 im 400-Meter-Lauf (45,13 s); Platz 3 mit der 4-mal-400-Meter-Staffel (3:01,51 min, zusammen mit Rico Lieder, Karsten Just, Jens Carlowitz)
- DDR-Meister 1983, 1984, 1985, 1987, 1988
- Deutscher Meister 1992 und 1993
- mehrmaliger Sächsischer Meister

## Dopingvorwürfe
1991 konnten die Dopinggegner Brigitte Berendonk und Werner Franke mehrere Dissertationen und Habilitationsschriften ehemaliger DDR-Dopingforscher in der Militärmedizinischen Akademie Bad Saarow sicherstellen. Anhand der Arbeiten ließ sich die staatlich organisierte Dopingpraxis vieler bekannter DDR-Leistungssportler, darunter auch Thomas Schönlebe, rekonstruieren. Den Angaben zufolge bekam Thomas Schönlebe von 1983 bis 1984 Oral-Turinabol verabreicht. Er wurde zu dieser Zeit von dem späteren DLV-Bundestrainer Peter Dost trainiert.